# Ashoknagar (Distrikt)
Der Distrikt Ashoknagar (Hindi अशोक नगर ज़िला) ist ein Distrikt des zentralindischen Bundesstaats Madhya Pradesh. Verwaltungs- und Wirtschaftszentrum ist die gleichnamige Stadt Ashoknagar.

## Geographie
Der Distrikt Ashoknagar grenzt im Norden an den Distrikt Shivpuri, im Osten an den Bundesstaat Uttar Pradesh, im Südosten an den Distrikt Sagar, im Süden an den Distrikt Vidisha sowie im Westen an den Distrikt Guna. Die bedeutendsten Gewässer sind die Flüsse Betwa, der streckenweise die östlichste Distriktsgrenze bildet, der Sindh, der teilweise die Westgrenze des Distrikts bildet, der Aur und im Osten des Distrikts der Stausee Rajghat Reservoir.
Der Großteil des Distrikts liegt auf einer Hochebene, die zum Malwa-Plateau gehört. Der Distrikt hat eine Fläche von 4674 km². Die jährlichen Niederschlagsmengen liegen bei ca. 1000 mm/Jahr im Westen und ca. 1000 mm/Jahr im Osten, wovon jedoch ca. 90 % auf die sommerlichen Monsunmonate von Mitte Juni bis Mitte September entfallen. Von Oktober bis Mitte März ist Wintersaison, in der die Temperaturen bis auf 4° fallen können. Im Sommer von Mitte März bis Mitte Juni steigen die Temperaturen dank des subtropischen Klimas auf dem Plateau auf Werte bis 47°.

## Geschichte
Im Altertum gehörte es nacheinander zu verschieden buddhistischen und hinduistischen Reichen. Im Mittelalter teilte es das Schicksal anderer nordindischer Gebiete und war ab 1232 Teil des Sultanats von Delhi und zwischen 1518 und 1731 Teil des Mogulreichs. Von 1731 bis 1948 gehörte der heutige Distrikt Ashoknagar zum von den Scindia regierten Fürstenstaat Gwalior. Dieser Marathenstaat geriet 1803 unter britische Kontrolle. Der Maharadscha trat am 15. August 1947 Indien bei und das Gebiet lag zwischen 1948 und 1956 im Bundesstaat Madhya Bharat. Seit 1956 ist es Teil von Madhya Pradesh. Der Distrikt entstand am 15. August 2003 durch Abspaltung vom bisherigen Distrikt Guna.

## Bevölkerung

### Einwohnerentwicklung
In den ersten Jahrzehnten des 20. Jahrhunderts wuchs die Bevölkerung nur relativ schwach. Dies wegen Seuchen, Krankheiten und Hungersnöten. Seit der Unabhängigkeit Indiens hat sich die Bevölkerungszunahme beschleunigt. Während die Bevölkerung in der ersten Hälfte des 20. Jahrhunderts um rund 45 % zunahm, betrug das Wachstum in den fünfzig Jahren zwischen 1961 und 2011 204 %. Die Bevölkerungszunahme zwischen 2001 und 2011 lag bei 22,66 % oder rund 156.000 Menschen. Offizielle Bevölkerungsstatistiken der heutigen Gebiete sind seit 1901 bekannt und veröffentlicht.
| Jahr      | 1901    | 1911    | 1921    | 1931    | 1941    | 1951    | 1961    | 1971    | 1981    | 1991    |
| Einwohner | 150.821 | 178.313 | 173.070 | 192.710 | 215.970 | 218.282 | 277.795 | 357.456 | 444.551 | 559.257 |

### Bedeutende Orte
Im Distrikt gibt es nur vier Orte, die als Städte (towns und census towns) gelten. Deshalb ist der Anteil der städtischen Bevölkerung im Distrikt relativ gering. Denn nur 153.684 der 845.071 Einwohner oder 18,19 % leben in städtischen Gebieten. Die vier Städte mit mehr als 10.000 Bewohnern sind:

### Volksgruppen
In Indien teilt man die Bevölkerung in die drei Kategorien general population, scheduled castes und scheduled tribes ein. Die scheduled castes (anerkannte Kasten) mit (2011) 175.764 Menschen (20,80 Prozent der Bevölkerung) werden heutzutage Dalit genannt (früher auch abschätzig Unberührbare betitelt). Die scheduled tribes sind die anerkannten Stammesgemeinschaften mit (2011) 82.072 Menschen (9,71 Prozent der Bevölkerung), die sich selber als Adivasi bezeichnen. Zu ihnen gehören in Madhya Pradesh 46 Volksgruppen. Mehr als 5000 Angehörige zählen nur die Sahariya (75.547 Personen oder 8,94 % der Distriktsbevölkerung). Die Anteile der scheduled tribes schwanken von Tehsil zu Tehsil stark. Im Tehsil Chanderi gehören 25.116 Menschen oder 15,86 % der Einwohnerschaft und im Tehsil Isagarh 24.565 Menschen oder 13,94 % der Einwohnerschaft zu den anerkannten Stammesgemeinschaften; dagegen im Tehsil Ashoknagar nur 5964 Personen oder 2,77 % der Einwohnerschaft.

### Bevölkerung des Distrikts nach Bekenntnissen
Der Distrikt hat zwar eine deutliche hinduistische Mehrheit in allen Tehsils. Die Anteile reichen von 89,56 % im Tehsil Ashoknagar bis 96,39 % im Tehsil Isagarh. Doch gibt es mit den Muslimen eine große Minderheit und mit den Jainas und Sikhs kleinere Minderheiten im Distrikt.
Die Stadtbevölkerung ist religiös weit gemischter als die Landbevölkerung. In den Städten sind nur knapp über 77 % (77,20 %) Hindus. Die Muslime stellen mehr als 14 % und die Dschainas rund 7,5 % der Stadtbevölkerung. Auf dem Land dagegen sind 659.560 der 691.387 Einwohner oder 95,40 % Hindus. Den tiefsten Anteil an Hindus hat die Stadt Chanderi mit 66,08 % der dortigen Bevölkerung. Dort sind 28,75 % der Einwohnerschaft Muslime und 4,84 % Dschainas. Sehr hohe Anteile an Muslimen und Dschainas haben zudem die Städte Ashoknagar und Mungaoli. Die genaue religiöse Zusammensetzung der Bevölkerung zeigt folgende Tabelle:
| Jahr                                   | Buddhisten | Buddhisten | Christen | Christen | Hindus  | Hindus | Jainas | Jainas | Muslime | Muslime | Sikhs | Sikhs | Andere Religionen | Andere Religionen | keine Angaben | keine Angaben | Total   | Total    |
| Jahr                                   | Zahl       | %          | Zahl     | %        | Zahl    | %      | Zahl   | %      | Zahl    | %       | Zahl  | %     | Zahl              | %                 | Zahl          | %             | Zahl    | %        |
| -------------------------------------- | ---------- | ---------- | -------- | -------- | ------- | ------ | ------ | ------ | ------- | ------- | ----- | ----- | ----------------- | ----------------- | ------------- | ------------- | ------- | -------- |
| 2011                                   | 1352       | 0,16       | 635      | 0,08     | 778.214 | 92,09  | 15.094 | 1,79   | 40.707  | 4,82    | 8009  | 0,95  | 27                | 0,00              | 1033          | 0,12          | 845.071 | 100,00 % |
| Quelle: Ergebnis der Volkszählung 2011 |            |            |          |          |         |        |        |        |         |         |       |       |                   |                   |               |               |         |          |

### Bevölkerung des Distrikts nach Sprachen
Die Bevölkerung des Distrikts Ashoknagar ist sprachlich einheitlich. Denn es sprechen 833.295 Personen (98,61 % der Bevölkerung) Hindi-Sprachen und -Dialekte. Unter den Hindi-Sprachen und -Dialekten dominiert Alltagshindi (meist nur Hindi genannt) mit einem Anteil von 98,51 % (oder 833.019 Personen). Kleinere Minderheiten sprechen Punjabi (5860 Personen oder 0,69 % der Bevölkerung) oder Urdu (4726 Personen oder 0,56 % der Bevölkerung).

## Bildung
Dank bedeutender Anstrengungen steigt die Alphabetisierung. Sie ist dennoch noch weit weg vom Ziel der kompletten Alphabetisierung. Typisch für indische Verhältnisse sind die starken Unterschiede zwischen Stadt und Land sowie den Geschlechtern. Fast sieben von acht Männern in den Städten können lesen und schreiben – aber weniger als die Hälfte der Frauen auf dem Land.
| Alphabetisierung im Distrikt Ashoknagar             |                   |                   |                   |                   |
| Einheit                                             | Volkszählung 2001 | Volkszählung 2001 | Volkszählung 2011 | Volkszählung 2011 |
| Einheit                                             | Anzahl            | Anteil            | Anzahl            | Anteil            |
| GESAMT                                              | 344.760           | 62,26 %           | 469.109           | 66,42 %           |
| Männer                                              | 228.464           | 77,01 %           | 290.304           | 78,12 %           |
| Frauen                                              | 116.296           | 45,24 %           | 178.805           | 53,42 %           |
| STADT GESAMT                                        | 72.570            | 75,40 %           | 102.795           | 78,00 %           |
| Stadt-Männer                                        | 43.604            | 86,00 %           | 59.578            | 86,35 %           |
| Stadt-Frauen                                        | 28.916            | 63,59 %           | 43.217            | 68,83 %           |
| LAND GESAMT                                         | 272.240           | 59,50 %           | 366.314           | 63,76 %           |
| Land-Männer                                         | 184.860           | 75,16 %           | 230.726           | 76,25 %           |
| Land-Frauen                                         | 87.380            | 41,29 %           | 135.588           | 49,87 %           |
| Quelle: Ergebnisse der Volkszählungen 2001 und 2011 |                   |                   |                   |                   |

## Wirtschaft
Der Distrikt Ashoknagar ist immer noch in hohem Maße landwirtschaftlich geprägt; in den größeren Städten gibt es Geschäfte, Handwerksbetriebe und Kleinindustrie sowie Banken, Hospitäler und weiterführende Schulen.
In der Landwirtschaft werden hauptsächlich Sojabohnen, Sorghumhirse, Urdbohne, Kichererbsen, Reis, Weizen und Gemüse angebaut. Hinzu kommt die Tierhaltung mit hunderttausenden von Tieren (meist Rinder, Büffel, Ziegen, Geflügel und Schafe).

## Verkehr
Viele Dörfer sind über Buslinien an das regionale Verkehrsnetz angeschlossen. Hinzu kommen als überregionale Straßenverbindungen mehrere National Highways und State Highways. Auf dem Gebiet des Distrikts gibt es insgesamt zehn Bahnhöfe.

## Verwaltungsgliederung
Die Distriktverwaltung befindet sich in der Stadt Ashoknagar. Der Distrikt ist in vier Sub-Divisionen sowie in die 7 Tehsils Ashoknagar, Chanderi, Isagarh, Mungaoli, Nai Saray, Piprai und Shadora aufgeteilt. Diese wiederum sind in fünf Stadtverwaltungen und 334 Gram Panchayats (Dorfverwaltungen) aufgeteilt. Es gibt 912 Dörfer im Distrikt.

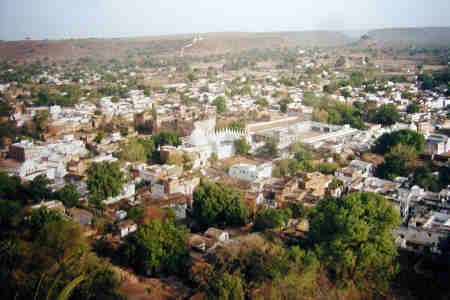
Blick auf die Stadt Chanderi
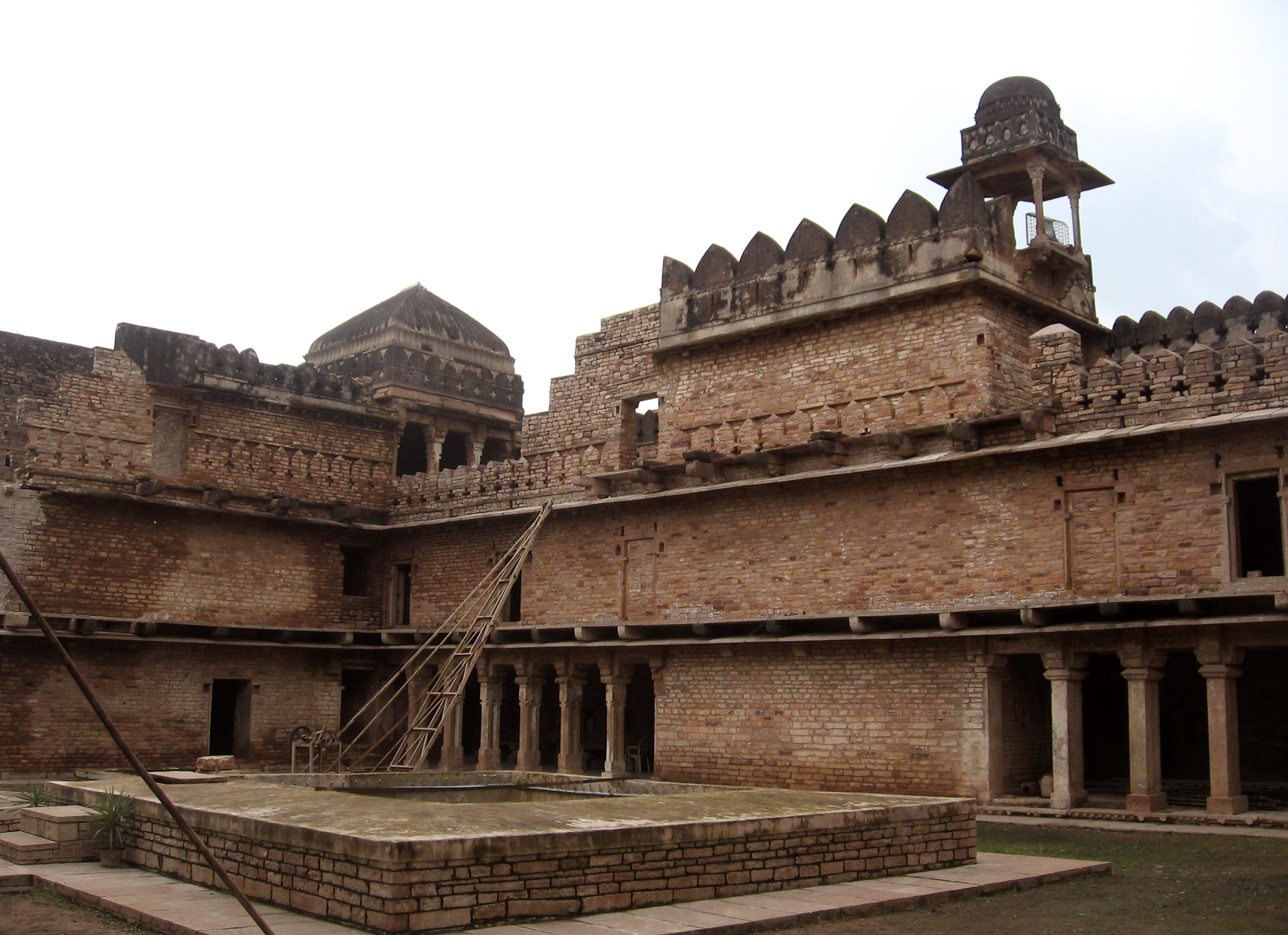
Die Festung Chanderi Fort
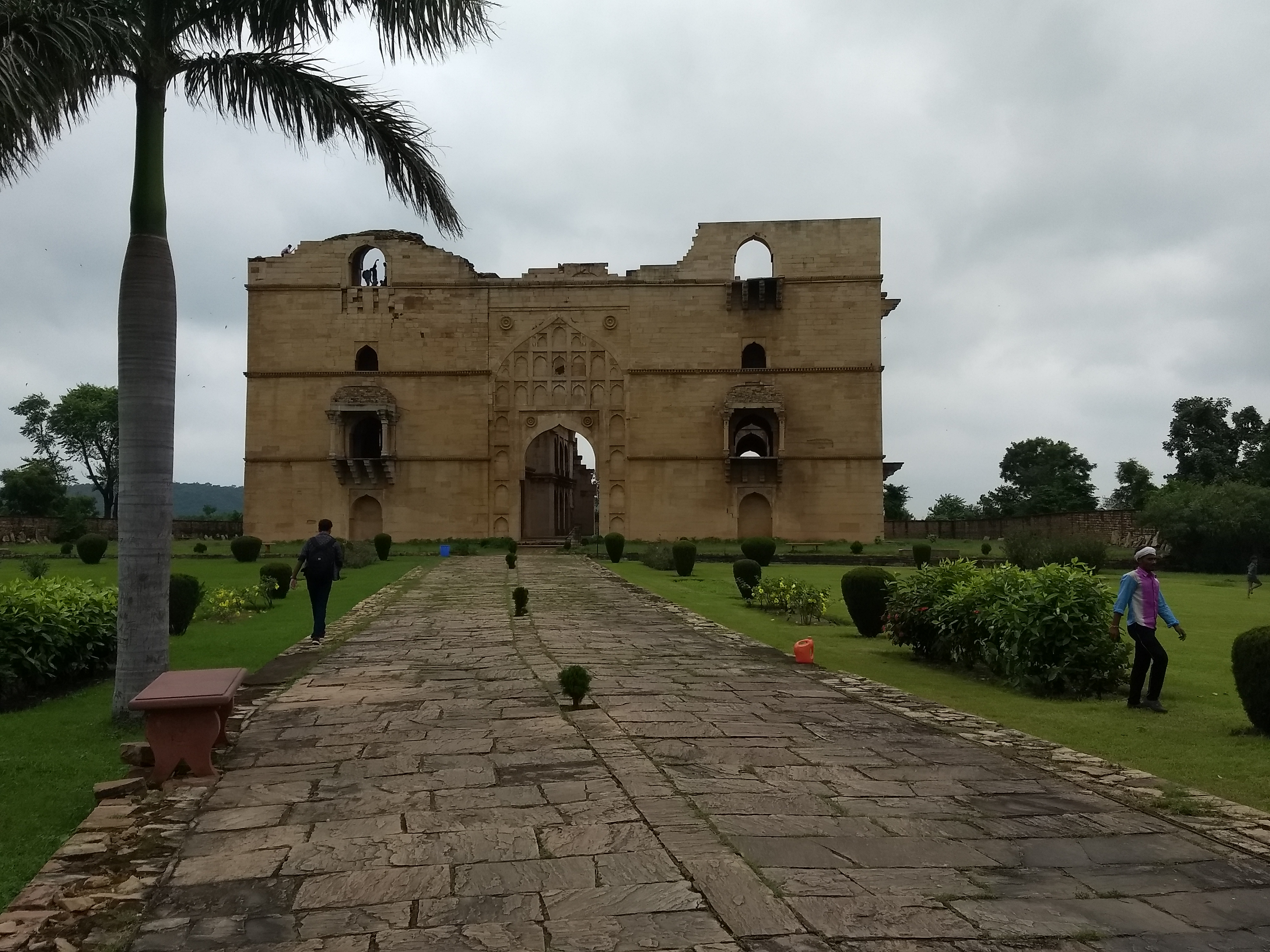
Der Palast Koshak Mahal